# Orquesta de Cámara de Bellas Artes

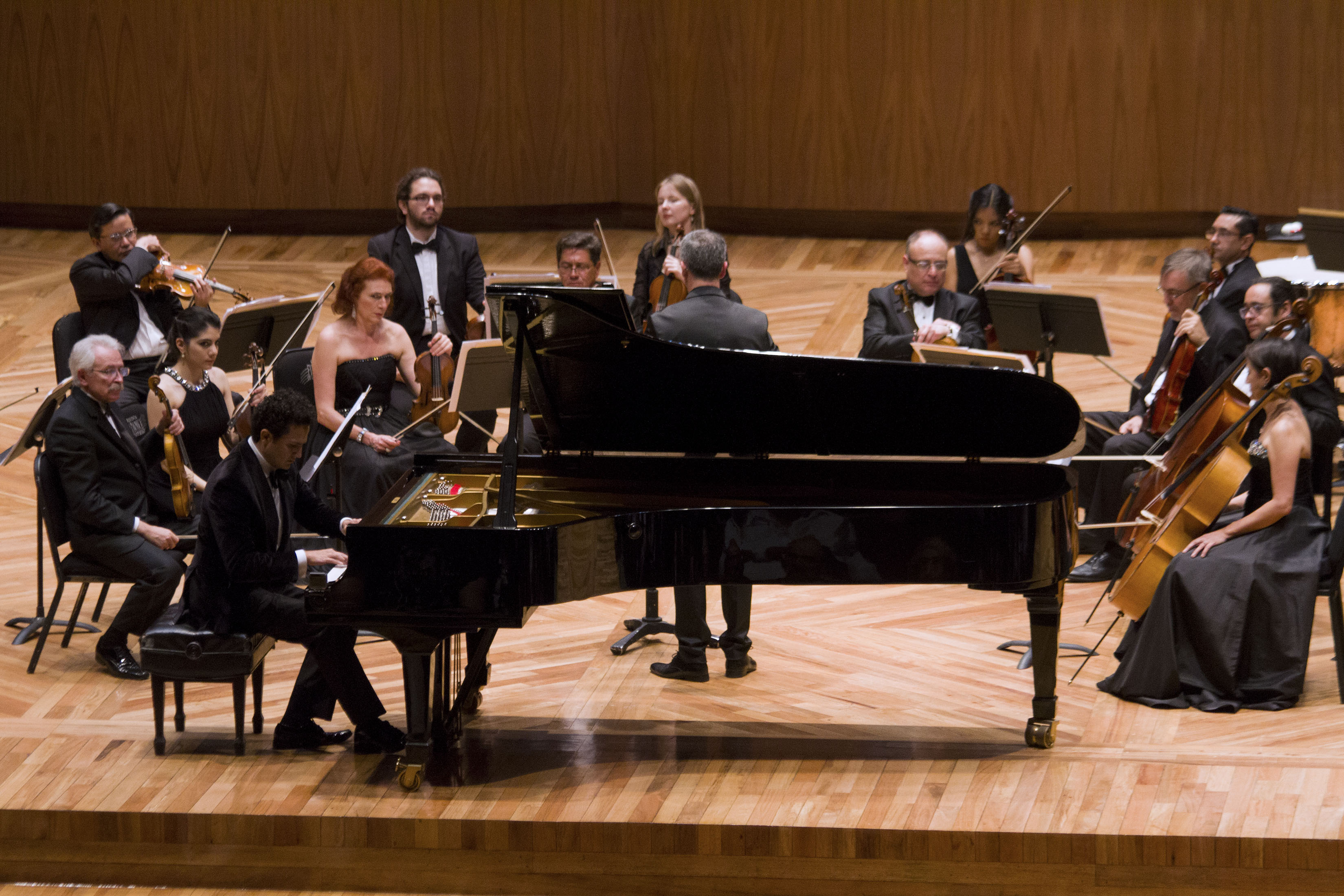
La orquesta en 2018.

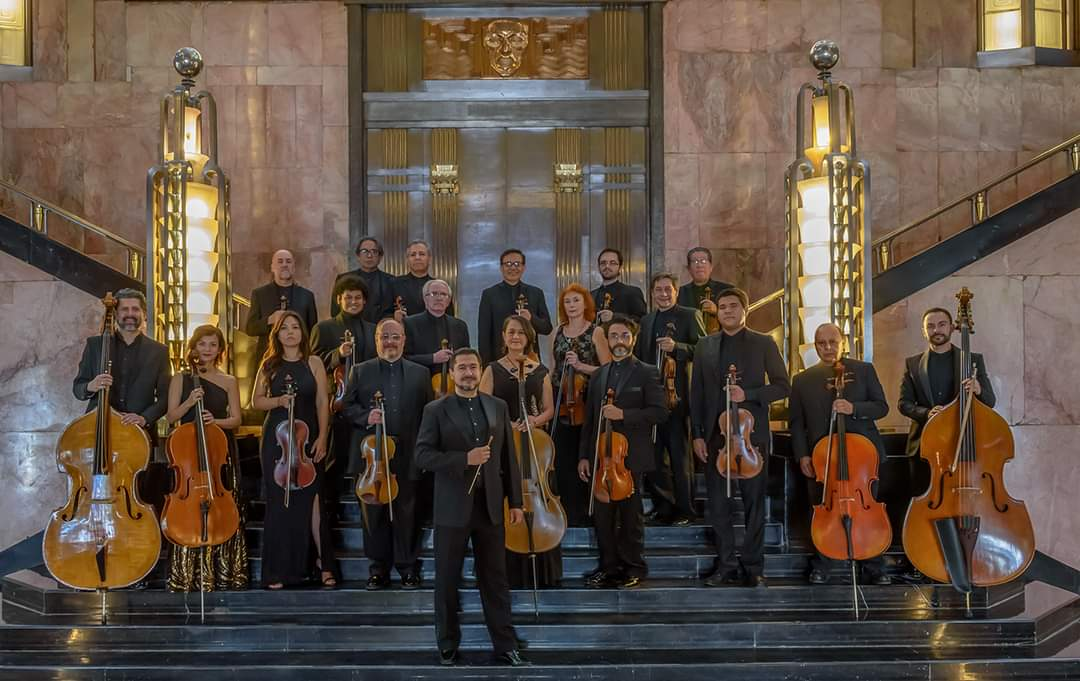

La Orquesta de Cámara de Bellas Artes es uno de los seis grupos musicales que pertenecen al Instituto Nacional de Bellas Artes. Se presenta de manera regular en el Palacio de Bellas Artes así como en el Conservatorio Nacional de Música en la Ciudad de México.

## Historia
El origen de la Orquesta de Cámara de Bellas Artes (OCBA) inicia con la Orquesta Yolopatli, vocablo náhuatl que significa "cura para el corazón", la cual surge como una orquesta de cámara en 1956. Integrada por alumnos sobresalientes de los maestros Joseph Smilovitz (violinista) e Imre Hartmann (chelista), en el Conservatorio Nacional de Música (CNM), tiene su primer concierto el 18 de octubre de ese año. En 1961, Luis Sandi rebautiza la agrupación a Orquesta de Cámara de Bellas Artes. En 1979, el violinista Hermilo Novelo se convierte en su primer director titular.
La orquesta ha tenido numerosas giras dentro de México y el extranjero, presentado conciertos en Estados Unidos, Brasil, Portugal (Expo-Lisboa 1998), Alemania (Expo-Hannover 2000),  Costa Rica (2014). y Perú (2019). 
La discografía de la OCBA se compone por:
- Tres estrenos mundiales de obras para arpa, al lado del arpista mexicano Baltazar Juárez.
- Verso, Música mexicana para cuerdas, realizado en el 60 aniversario de la orquesta.

### Directores
La Orquesta de Cámara de Bellas Artes, además de Hermilo Novelo, ha contado con los siguientes directores titulares:
- José Guadalupe Flores: 1979-1983
- Manuel de Elías: 1984-1987
- Ildefonso Cedillo Rodríguez: 1987-1988
- Francisco Savín Vázquez 1988-1990
- Luis Samuel Saloma: 1990-1993
- Enrique Barrios: 1993-2001
- Juan Trigos: 2001-2002
- Jesús Medina: 2002-2011
- José Luis Castillo: 2011-2019
- Ludwig Carrasco: 2019-2022
- Luis Manuel Sánchez 2023-